# Joshpara
Gli joshpara sono dei ravioli popolari in Asia centrale, Transcaucasia e Medio Oriente. Sono fatti di quadrati di pasta di grano azzimo ripieni di carne macinata e condimenti. In osservanza delle regole dietetiche islamiche, il ripieno di carne è solitamente senza carne di maiale.

## Etimologia
Josh significa "bollire", mentre para sta per "morso". Questa parola era comunemente usata prima del X secolo, quando fu sostituita dal moderno nome persiano gosh e-barreh, che significa "orecchio di agnello". Esistono diverse varianti del nome in altre lingue, tra cui azero (düşbərə, dushbara), kazako (тұшпара, tushpara), kirghiso (чүчпара, chuchpara), tagico (тушбера, tushbera), uzbeko (chuchvara) e uiguro (چۆچۈرە, Öürchرە). La parola araba shishbarak (in arabo شيشبرك‎?) o shushbarak (in arabo شُشْبَرَك‎?) si pensa si sia originata da joshpara in epoca preislamica.
Un'altra teoria etimologica affermerebbe che derivi dalla parola turca düşbərə. Le parole tosh e dash significano "riempito" e "fuoriuscire", e berek significa "cibo" (piatti fatti con l'impasto). Questo allude al fatto che i düşbərə dovrebbero essere inseriti nella pentola quando l'acqua bolle fuoriuscendo dalla casseruola.
Una comune battuta azera suggerisce che la parola derivi da “düş bəri” (“cadere qui”), in riferimento al chiedere di riempire il cucchiaio con quanti più ravioli possibili.

## Varianti regionali

### Cucine turche e persiane
Il piatto è attestato nelle cucine azera, iraniana, tagika, uzbeka, uigura e in altre cucine dell'Asia centrale.

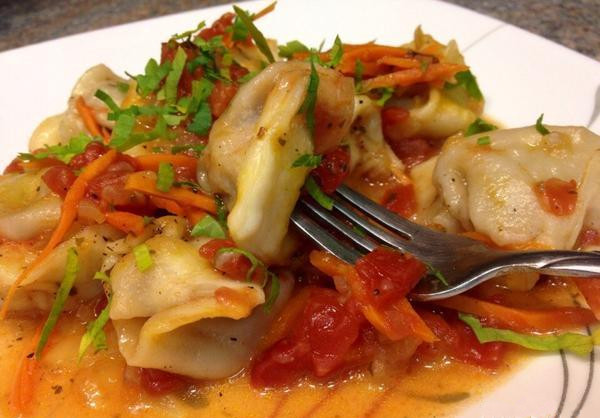
Chuchvara uzbeki con salsa di pomodoro e verdure

L'impasto per i chuchvara o tushbera dell'Asia centrale è fatto con farina, uova, acqua e sale. Viene arrotolato in uno strato sottile e tagliato a quadrati, al centro dei quali si pone del ripieno di carne condito con cipolla tritata, pepe nero, sale e timo, e gli angoli del raviolo vengono pizzicati e piegati. La pasta viene lessata in un brodo di carne fino a quando salgono in superficie. I chuchvara possono essere serviti in una zuppa chiara o da soli, accompagnati con aceto o una salsa a base di verdure tritate finemente, pomodori e peperoncini piccanti. Un altro modo popolare di servire i chuchvara è quello di guarnirli con syuzma (qatiq filtrato) oppure "alla russa", ovvero con della smetana (panna acida).

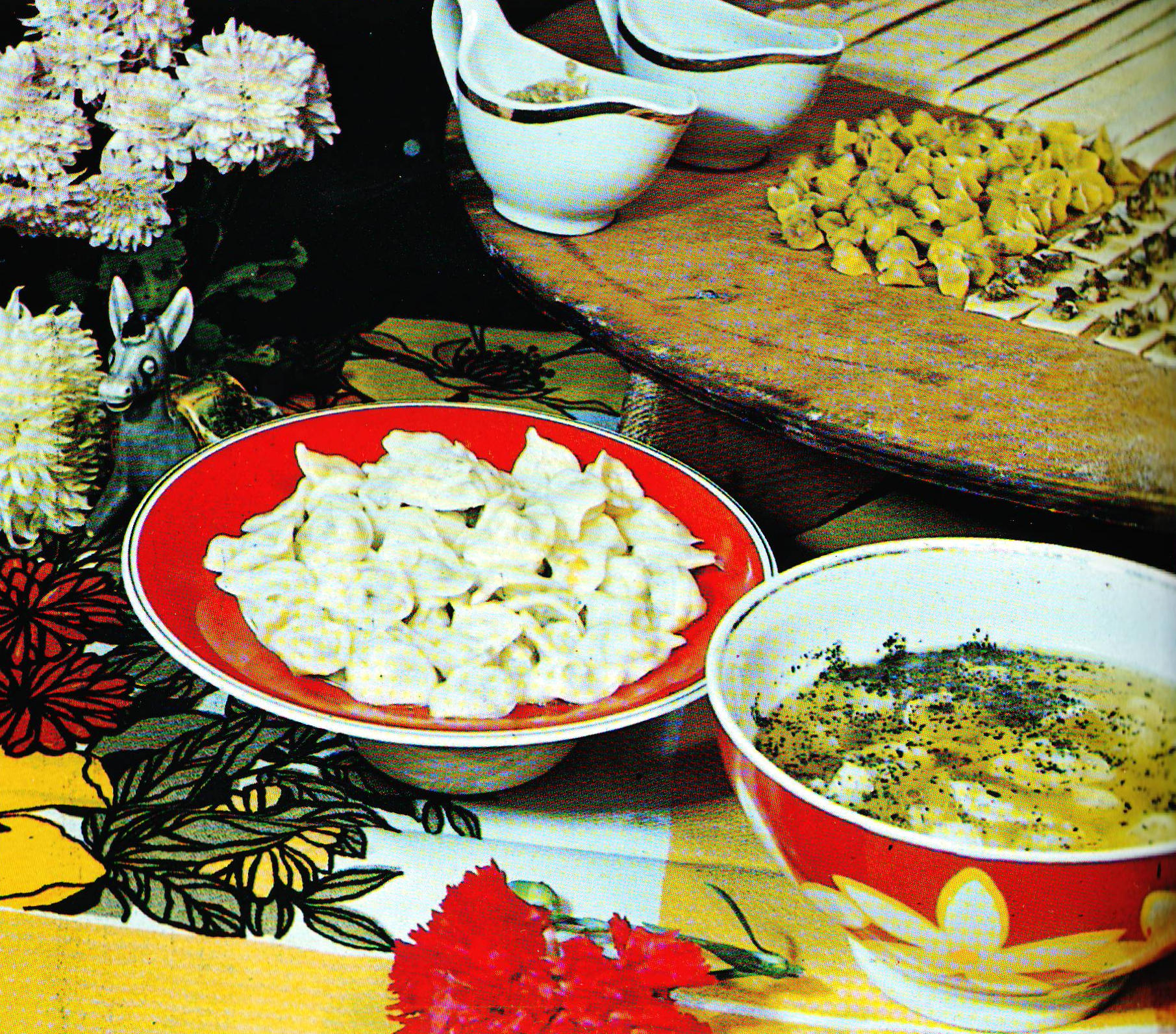
Dushbara azeri serviti in brodo

In Azerbaigian i ravioli sono più piccoli e l'impasto è più denso. Chiamati düşbərə, sono tipicamente fatti con pasta (farina di frumento, uova, acqua), montone (disossato), cipolle, aceto, menta secca, pepe e sale. Il piatto si prepara con acqua o brodo di carne. Il montone può essere sostituito con carne di manzo o con pollo. Il brodo è fatto con ossa di montone e la carne macinata è preparata con cipolle e spezie. L'impasto viene poi arrotolato, tagliato a quadratini e farcito con carne macinata. I quadrati sono avvolti a mo' di triangoli e i bordi sono incollati insieme, creando figure a forma di conchiglia. La pasta va bollita in acqua bollente salata fino all'emersione a bordo pentola e viene servita con una spolverata di menta secca. L'aceto mescolato con l'aglio grattugiato viene aggiunto o servito separatamente a piacere. Nelle zone rurali della penisola di Abşeron i düşbərə sono tipicamente più piccoli.

### Cucina araba

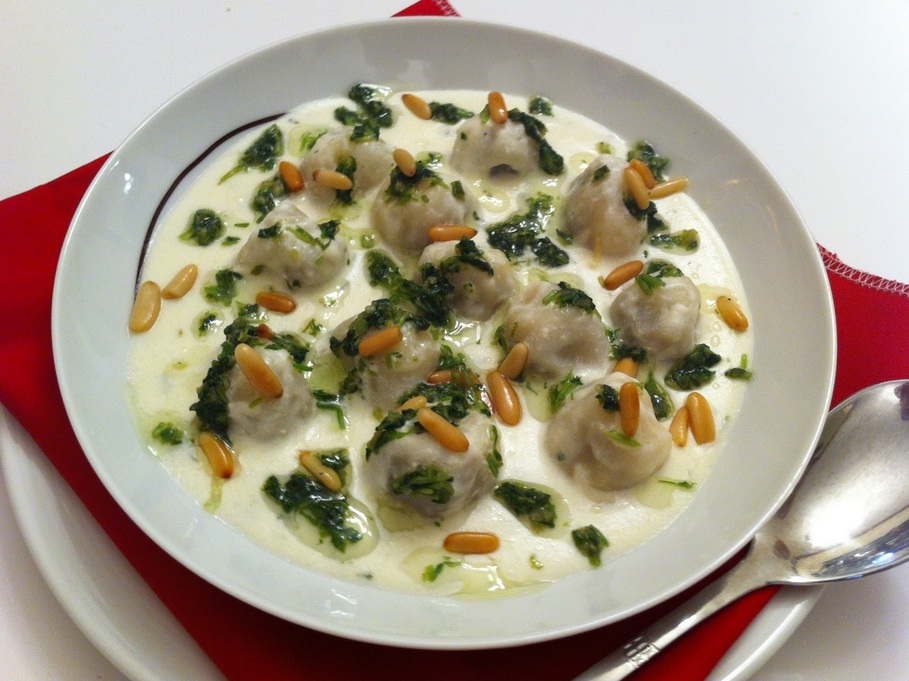
Shishbarak levantini serviti in salsa allo yogurt

Gli shishbarak vengono preparati in Iraq, Giordania, Libano, Palestina, Siria, nell'Hegiaz e nell'area settentrionale dell'Arabia Saudita. Dopo essere stati farciti con carne macinata e spezie, i fagottini di pasta vengono cotti nello yogurt e serviti caldi nella loro salsa. Essi fanno parte della cucina araba da secoli, tanto da essere menzionati nel libro di cucina Kitab al-tibakha, redatto a Damasco nel XV secolo.

### Cucina russa
I popoli finnici della Siberia occidentale conobbero questo piatto grazie ai mercanti persiani nel Medioevo e lo chiamarono pelnan, che significa "pane-orecchio". Esso fu adottato in Russia nel XVII secolo, dove è noto con il nome di pel'meni.